# Jean-Grégoire Volant
Pour les articles homonymes, voir Volant.
Jean-Grégoire Volant, né en 1707 et mort le 27 septembre 1761, est un capitaine du régiment de Karrer, commandant des troupes de gardes suisses en Louisiane française.

## Biographie
Jean-Grégoire Volant était le fils de Jean-Baptiste Volant et de Marie Ursule Karrer (fille de Franz Adam Karrer (1672-1741), commandant du régiment suisse de Karrer)
En 1723, il entre comme cadet au régiment de Karrer.
Le 30 janvier 1736, il se marie avec Marthe Chauvin de Charleville, fille de Jacques Chauvin dit Mondon et de Marie Anne LaVergne.
En 1747, il était nommé capitaine et commandant de la quatrième compagnie de gardes suisses du régiment de Karrer. 
En 1748, il embarque avec sa compagnie pour le Fort Louis de la Mobile situé en Louisiane française. Débarqué à la Nouvelle-Orléans, il achète un domaine de six arpents et devient planteur.
Dans les années 1750, il revend son domaine de six arpents pour en acheter un autre de 14 arpents sur lequel il fait édifier un "château". La même année, il est le témoin et parrain du mariage du gouverneur du Pays des Illinois, Jean-Baptiste Benoit de Saint-Clair.
En 1754, le gouverneur de la Louisiane française, Louis Billouart de Kerlerec le décore de la croix de chevalier de l'Ordre royal et militaire de Saint-Louis. 
Jean-Grégoire Volant meurt le 27 septembre 1761 à la Nouvelle-Orléans.